# 斯皮林贝戈
斯皮林贝戈（義大利語：Spilimbergo，是意大利弗留利-威尼斯朱利亚大区波代诺内省的一个市镇。总面积72平方公里，人口12140人，人口密度168.6人/平方公里（2009年）。ISTAT代码为093044。

## 友好城市
- 法國 拉沙特尔